# Dak Nong
Dak Nong ou Dac Nong (vietnamita: Đắk Nông) é uma província do Vietnã.
A província foi criada em 25 de novembro de 2003, quando foi desmembrada da província de Dac Lac.